# Бодиан диана
Бодиан диана (лат. Bodianus diana) — вид морских лучепёрых рыб из семейства губановых. Максимальная длина тела 16,9 см. Распространены в Индийском океане, включая Красное море. Питаются моллюсками и ракообразными. Мальки могут питаться как чистильщики. Узнаваем по 4—5 белым пятнам под спинным плавником, чёрным пятнам на брюшных и анальном плавниках. Обитатель глубин 5—30 метров. Предпочитает стены коралловых рифов, часто открытых течениям.